# Bataille de Druim Dearg
La Bataille de Druim Dearg, également connue sous le nom de  Bataille de Down, intervient le 16 mai 1260 près de 
Downpatrick, en Irlande. Une alliance de dynastes gaéliques conduite par Brian Ua Neill, roi de Tir Éogain qui s'était proclamé Ard ri Erenn deux ans auparavant, et Áed mac Felim Ua Conchobair est vaincue par les Hiberno-Normands.

## Contexte
Les forces de Brian Ua Néill avaient commencé à razzier les domaines tenus par les anglo-Normands en Ulster après 1257 dans une tentative d'assurer leur indépendance et de former une coalition des Irlandais contre les Normands. Ua Néill s'était allié avec 
Áed mac Felim Ua Conchobair  de Connacht et ensemble avec leurs troupes ils entreprennent de combattre les forces 
des Normands. Selon les Annales d'Innisfallen, les Normands avaient rassemblé une armée comprenant de nombreux mercenaires gaéliques irlandais afin de lutter contre les coalisés, et ils jouent eux-mêmes un rôle secondaire lors du combat. De nombreux clans irlandais du Leinster, d'Ulster, du Munster, de Meath et de Breifne, qui étaient à cette époque sous la souveraineté normande, fournissent aux Normands le gros de leurs forces combattantes, servant comme mercenaires et troupes de réserves.
C'est ainsi que comme d'autres combats de l'époque plus qu'une bataille entre les Normands et les irlandais il s'agit d'une bataille entre les irlandais eux-mêmes. Brian Ua Néill est vaincu et tué avec de nombreux chefs Uí Catháin et sa tête coupée est envoyée à Londres.
Les Annales d'Innisfallen notent :
Brian Ó Néill, roi du  Cenél nEógain, à qui les Gaedil donnaient des otages, et qui
jamais n'avait payé de taxes ou de tribus au roi d'Angleterre, est tué par les Gaedil (irlandais) eux-mêmes et par des 
« Étrangers » (anglo-Normand) {à Dún dá Lethglas}.

Les Annales d'Ulster précisent:
La bataille de Druim-derg oppose (dans un lieu nommé Dromma-derg) à Dun-da-leathglas ; Brian Ua Neill et Aedh, fils de Feidhlimidh Ua Conchobair, et les Étrangers du nord de l'Irlande, c'est là que furent tués de nombreux nobles parmi les Gaidhil, nommés, Brian Ua Neill et Domnall Ua Cairre et Diarmait Mag Lachlainn et Maghnus Ua Cathain et Cian Ua Inneirghi et Donnsleibhe Mag Cana et Concobur O'Duibhdirma et Aedh, son fils, et Amlaim Ua Gairmleaghaidh et Cu-Uladh Ua hAnluain. Mais un fait notable intervient: quinze hommes des nobles du Clann-Cathain sont tués en ce lieu. Furent également tués en cet endroit les  Hommes du Connacht : Gilla-Crist, fils de Conchobar, fils de Cormac Ua Mailruanaigh et roi de Magh Luirg et Cathal, fils de Tighernan Ua Conchobair et Maelruanaidh, fisl de Donnchadh Ua Mailruanaigh et Cathal, fils de Donnchadh, fils de Muircertach et Aedh, fils de Muircertach le Beau et Tadhg, fils de Cathal, fils de Brian Ua Mailruanaigh et Diarmait, fils de Tadhg, fisl de Muiredhach, fils de Tomaltach Ua Mailruanaigh et Conchobur Mac Gille-Arraigh et Tadhg, fils de Cian Ua Gadhra et Gilla-Beraigh Ua Cuinn et beaucoup d'autres personnes.